# Dhamoirhat
Dhamoirhat è un sottodistretto (upazila) del Bangladesh situato nel distretto di Naogaon, divisione di Rajshahi. Si estende su una superficie di 300,8 km² e conta una popolazione di  184.778 abitanti (censimento 2011).